# Xala, Puebla
Xala är en ort i Mexiko.   Den ligger i kommunen Ajalpan och delstaten Puebla, i den sydöstra delen av landet, 240 km sydost om huvudstaden Mexico City. Xala ligger 2 506 meter över havet och antalet invånare är 286.
Terrängen runt Xala är huvudsakligen kuperad, men åt sydväst är den bergig. Runt Xala är det ganska tätbefolkat, med 116 invånare per kvadratkilometer. Närmaste större samhälle är Ajalpan, 18,0 km väster om Xala. Omgivningarna runt Xala är en mosaik av jordbruksmark och naturlig växtlighet.